# پلوگینگ

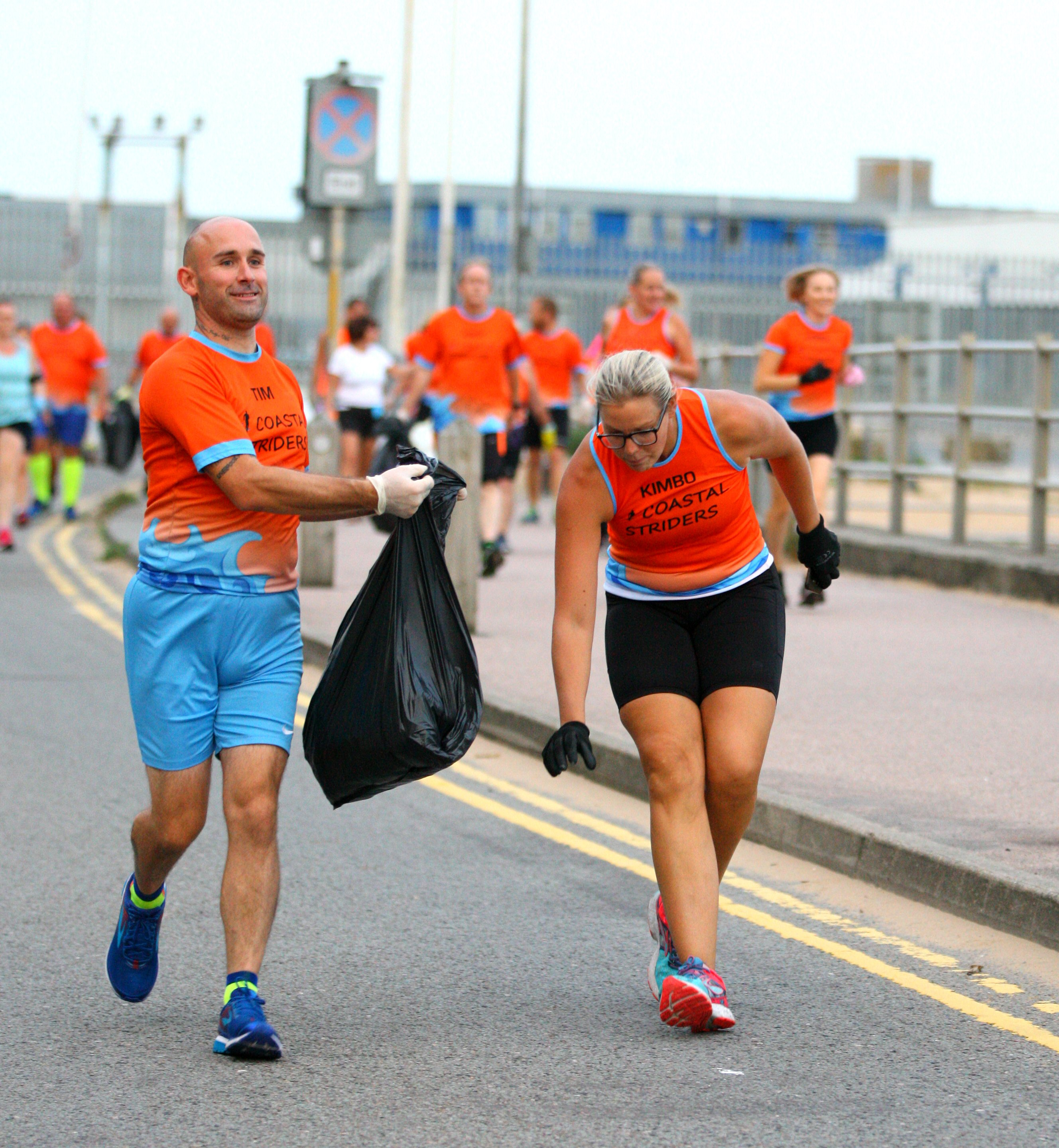
نمایی از یک تمرین ورزشی پلوگینگ در سال ۲۰۱۸

پلوگینگ (به انگلیسی: Plogging) ترکیبی است از دویدن با برداشتن زباله (به سوئدی: plocka upp). ابتدا در سال ۲۰۱۶ به عنوان یک فعالیت سازمان‌یافته در سوئد آغاز شد و پیرو افزایش نگرانی از آلودگی پلاستیکی در ۲۰۱۸ به کشورهای دیگر گسترش یافت.
به عنوان یک تمرین ورزشی تنوعی از حرکات بدن را با اضافه کردن خم شدن و چمباتمه و برداشتن به دویدن ایجاد می‌کند.
اریک الستروم (Erik Ahlström) پس از نقل مکان به پایتخت سوئد استکهلم، وب سایت پلوگا (Plogga) را برای سازماندهی و تشویق داوطلبان ایجاد کرد.